# The Oscar Pettiford Orchestra in Hi-Fi
The Oscar Pettiford Orchestra in Hi-Fi è un album di Oscar Pettiford, pubblicato dalla ABC Paramount Records nel 1956. I brani furono registrati a New York nelle date indicate nella lista tracce.

## Tracce
Lato A
1. The Pendulum at Falcon's Lair – 3:04 (Oscar Pettiford) – Registrato il 19 giugno 1956 a New York
2. The Gentle Art of Love – 3:41 (Oscar Pettiford) – Registrato il 19 giugno 1956 a New York
3. Not so Sleepy – 4:58 (Mat Mathews[2]) – Registrato il 12 giugno 1956 a New York
4. Speculation – 4:10 (Horace Silver) – Registrato il 19 giugno 1956 a New York
5. Smoke Signal – 4:22 (Gigi Gryce) – Registrato il 12 giugno 1956 a New York

Lato B
1. Nica's Tempo – 3:53 (Gigi Gryce) – Registrato l'11 giugno 1956 a New York
2. Deep Passion – 3:45 (Lucky Thompson) – Registrato l'11 giugno 1956 a New York
3. Sunrise-Sunset – 4:03 (Oscar Pettiford) – Registrato il 12 giugno 1956 a New York
4. Perdido – 4:08 (Ervin Drake, H.J. Lengsfelder, Juan Tizol) – Registrato il 12 giugno 1956 a New York
5. Two French Fries (Gigi Gryce) – Registrato il 19 giugno 1956 a New York

## Musicisti
Brani A1, A2, A4 e B5
- Oscar Pettiford - contrabbasso, violoncello
- Ernie Royal - tromba
- Art Farmer - tromba
- Jimmy Cleveland - trombone
- Julius Watkins - corno francese
- Dave Amram - corno francese
- Gigi Gryce - sassofono alto
- Gigi Gryce - arrangiamenti (brani: A1, A4 e B5)
- Lucky Thompson - sassofono tenore
- Lucky Thompson - arrangiamenti (brano: A2)
- Jerome Richardson - sassofono tenore, flauto
- David Kurtzer - sassofono baritono
- Tommy Flanagan - pianoforte
- Osie Johnson - batteria
- Janet Putnam - arpa

Brani A3, A4, A5, B3 e B4
- Oscar Pettiford - contrabbasso, violoncello
- Oscar Pettiford - conduttore musicale (brano: A5)
- Ernie Royal - tromba
- Art Farmer - tromba
- Jimmy Cleveland - trombone
- Julius Watkins - corno francese
- David Amram - corno francese
- Gigi Gryce - sassofono alto
- Gigi Gryce - arrangiamenti (brano: A3, A4, A5 e B3)
- Lucky Thompson - sassofono tenore
- Lucky Thompson - arrangiamenti (brano: B4)
- Jerome Richardson - sassofono tenore, flauto
- Danny Bank - sassofono baritono
- Tommy Flanagan - pianoforte
- Whitey Mitchell - contrabbasso (solo nel brano: A5)
- Osie Johnson - batteria
- Janet Putnam - arpa

Brani B1 e B2
- Oscar Pettiford - contrabbasso, violoncello
- Ernie Royal - tromba
- Art Farmer - tromba
- Jimmy Cleveland - trombone
- Julius Watkins - corno francese
- David Amram - corno francese
- Gigi Gryce - sassofono alto
- Gigi Gryce - arrangiamenti (solo brano: B1)
- Lucky Thompson - sassofono tenore
- Lucky Thompson - arrangiamenti (solo brano: B2)
- Jerome Richardson - sassofono tenore, flauto
- Danny Bank - sassofono baritono
- Tommy Flanagan - pianoforte
- Osie Johnson - batteria[3]